# Loriges
Loriges é uma comuna francesa na região administrativa de Auvérnia-Ródano-Alpes, no departamento Allier. Estende-se por uma área de 9,5 km². Em 2010 a comuna tinha 355 habitantes (densidade: 37,4 hab./km²).